# ザムトゲマインデ・アルテス・アムト・レムフェルデ
ザムトゲマインデ・アルテス・アムト・レムフェルデ (ドイツ語: Samtgemeinde Altes Amt Lemförde) は、ドイツ連邦共和国ニーダーザクセン州ディープホルツ郡のザムトゲマインデ（集合自治体）である。このザムトゲマインデでは、7つの町村が共同で行政業務を行っている。「アムト・レムフェルデ」という名前は、ディープホルツ伯の時代およびハノーファー選帝侯ならびにハノーファー王国時代の行政単位で、1859年にアムト・ディープホルツに統合された。

## 地理

### 位置
ザムトゲマインデ・アルテス・アムト・レムフェルデは、ニーダーザクセン州の南西端、ブレーメン、オスナブリュック、オルデンブルクの大都市トライアングルの中に位置している。このザムトゲマインデはディープホルツ郡の最南部を形成している。デュンマー湖の東岸から南岸に面し、シュテムヴェーダー・ベルクの西部に接している。

### 隣接する自治体
隣接する自治体は北から時計回りに、ディープホルツ、ザムトゲマインデ・レーデン、ヴァーゲンフェルト、シュテムヴェーデ（ノルトライン＝ヴェストファーレン州ミンデン＝リュベッケ郡）、ボームテ（オスナブリュック郡）、ダンメ（フェヒタ郡）である。

### ザムトゲマインデを構成する町村
- ブロックム
- ヒューデ
- レムブルーフ
- レムフェルデ、フレッケン
- マール
- クヴェルンハイム
- シュテムスホルン

## 行政

### 議会
ザムトゲマインデ・アルテス・アムト・レムフェルデの議会は22人の議員で構成されている。これは人口 8,001人から 9,000人のザムトゲマインデに対する議員定数である。議員は5年ごとに住民による選挙で選出される。
議会では議員の他にザムトゲマインデ長も投票権を有している。

### 首長
無所属のリューディガー・シャイベは、2014年11月1日から専任のザムトゲマインデ長を務めている。彼は2014年5月25日の対立候補がいない選挙で 69.1 % の支持票を獲得して町長に選出された。この選挙の投票率は 47.1 % であった。
2006年までこのザムトゲマインデは、専任のザムトゲマインデディレクターと名誉職のザムトゲマインデビュルガーマイスターの二頭制を採っていた。
過去のザムトゲマインデ長（ザムトゲマインデビュルガーマイスター）は以下の通りである。
- 1995年 - 2001年: ルートヴィヒ・ヴィークマン
- 2001年 - 2014年: エーヴァルト・シュプレーン（無所属）
- 2014年 - 2021年: リューディガー・シャイベ（無所属）
- 2021年 - : ラルス・メントルプ（無所属）

## 参考図書
- Hans Gerke (1969). 1000 Jahre Brockum. Der Ort und seine Bewohner in Geschichte und Gegenwart. Diepholz